# Internationale Projekt Consult GmbH
IPC GmbH - приватна сімейна фірма з головним офісом у Франкфурті-на-Майні. З моменту заснування в листопаді 1980 році, IPC спеціалізувалася і розвивалася, підтримуючи корпоративні цінності, які є основоположними в міжнародній практиці.

## Загальна інформація про IPC
Компанія IPC — це менеджер проектів, консультант та інвестор. Їхні клієнти — міжнародні фінансові установи та організації розвитку, такі як Європейський банк реконструкції та розвитку (ЄБРР), Німецький Банк розвитку (KfW [Архівовано 18 липня 2012 у Wayback Machine.]), Міжамериканський Банк Розвитку (IDB), Всесвітній Банк, FMO і Голландський Фонд DOEN.

## Місія
Консалтингова компанія IPC GmbH [Архівовано 25 жовтня 2013 у Wayback Machine.] є лідером у сфері міжнародного розвитку. Їхнім завданням є впровадження раціонально розроблених і економічно ефективних проектів, метою яких є відчутне та стале поліпшення умов життя тих бізнес-груп, які зазвичай не отримують належної уваги.
Партнерами IPC Gmbh є організації та установи, що займаються розвитком в країнах з перехідною економікою такі як Quipu GmbH, Quipu Sh.P.K., ProCredit Holding AG [Архівовано 24 квітня 2022 у Wayback Machine.], IPC-Invest GmbH & Co. KG, ProCredit Academy GmbH, FFI Frontier Finance International, INC. [Архівовано 23 липня 2012 у Wayback Machine.], DFI — Développement et Finance International S.A.R.L..
Проекти, які вони впроваджують, відповідають високим стандартам: не розглядаються проекти, що переслідують невірні цілі, що створюють неефективні системи мотивації, або не мають надійного спонсора або підтримки. В іншому випадку вони б даремно марнували свою енергію, втрачали майстерність і розтрачували репутацію і кошти на своїх замовників.
За 30 років роботи IPC має міжнародну репутацію успішного партнера в сфері проектного мікрофінансування. Цей успіх, по суті, є їх наслідком брати активну участь у критичній полеміці, що стосується «найкращої практики».

## Менеджмент проектів
IPC консультує банки в країнах, що розвиваються, і країнах з перехідною економікою, які хочуть працювати з мікро, малими та середніми підприємствами (ММСП). І вважає за доцільне працювати з існуючими банками при дотриманні наступних умов: у країнах з великою територією або в умовах невеликих ринків створення нової установи, орієнтованого на обслуговування цільової групи, може виявитися занадто дорогим і трудомістким, або така установа буде надмірно домінувати на ринку. Метою таких комплексних консалтингових проектів є створення умов для кредитування ММСП. Тому цей процес передбачає відкриття відділів мікрокредитування в певних банках. Такі проекти по суті своїй — довгострокові, тому, що вимагають постійного навчання великої кількості кредитних експертів, виконання відповідних процедур та забезпечення належного функціонування всієї структури мікрокредитування. Така діяльність включає в себе початкове навчання та підвищення рівня кваліфікації співробітників, функції бек-офісу, IT підтримку, аудит і маркетинг. IPC завжди бере на себе відповідальність за менеджмент проекту, крім надання консультаційної підтримки вони, як компанія, зобов'язані забезпечити досягнення істотних результатів у кредитуванні цільової групи.
В компанії IPC, при роботі з низькодохідним сегментом ринку проста передача знань або моніторинг кредитних ліній, відкритих донорами — громадськими організаціями, є недостатньою для формування стабільної пропозиції кредитних коштів для цільової групи. Вони вважають, що банки повинні створювати фундаментальні інститути і досягати таких обсягів кредитування ММСП, які б становили істотну частину загального прибутку банку. Якщо банки не досягають такого рівня, виробляючи тільки поверхневі зміни, або працюють неохоче і без ентузіазму, то вдаються до заохочення, переконання або тиску. Для досягнення успіху необхідно, щоб власники банків були щиро зацікавлені у розвитку мікрокредитування.
Найвідоміші консалтингові проекти, що реалізуються в даний час, це « Російський Фонд Підтримки Малого Бізнесу (RSBF)», Програма мікрокредитування в Україні (UMLP), « Програма малого бізнесу Казахстану (ПМБК)», «Німецько-Вірменський Фонд», «Фонд фінансування мікро та малого бізнесу» в Киргизстані і «Проект мікрофінансування Банку Розвитку Китаю».

## Поточні проекти
Як показано на мапі нижче, що IPC в даний час займається 31 консалтинговим проектом по всьому світу:
- 8 довгострокових консультаційних проектів,
- 13 консалтингових проектів по створенню та/або подальшому зміцненню організаційної структури банків ProCredit (у тому числі впровадження екологічного менеджменту, кредитування проектів та навчальних програм для менеджерів середньої ланки в ПроКредит Академії),
- 10 проектів на фінансування стійкої енергетики/навколишнього середовища.

Поточні проекти IPC Gmbh станом на 25.04.2012 р.

На довгостроковій основі, IPC завершує короткострокові місії різних масштабів та тривалості, і підтримує комерційні банки в Східній Європі, Африці і Китаї через індивідуальні консультації та спеціальну підготовку.
У Китаї, IPC був безпосередньо на замовленні низки місцевих комерційних банків та надавав консультаційну підтримку при підготовці інститутів і персоналу, особливо в області кредитування малого та середнього бізнесу. Крім того, IPC надає консультаційні послуги в рамках довгострокових договірних зобов'язань у кількох місцевих комерційних банках в Росії та Україні (від імені ЄБРР і KfW) в зв'язку з розширенням їх кредитування малого бізнесу і створення сільськогосподарських кредитних операцій. У всіх цих проектах основний на́пір робиться на забезпечення сталої організації, кредитування структур і на забезпечення підготовки співробітників банків персоналу.
Крім того, IPC продовжує надавати консультативну допомогу декільком недавно створеним банкам ProCredit на ранніх стадіях розвитку цих інститутів, наприклад, в Демократичній Республіці Конго, Гані та Мозамбіку (фінансується Фондом Білла і Мелісси Гейтс, Фонд DOEN та KfW [Архівовано 18 липня 2012 у Wayback Machine.]), в Гондурасі, Колумбії і Мексиці (DOEN, IDB) і у Вірменії та Молдові (KfW, OeEB).
IPC все більше бере участь в наданні підтримки банкам у розробці та реалізації нових кредитних продуктів з метою фінансування заходів з підвищення енергоефективності та відновлюваних джерел енергії в малих-, середніх підприємствах і домашніх господарствах (наприклад, в Албанії, Чорногорії, Сербії, Росії та Україні). Крім того, IPC підтримує банки в розробці систем управління навколишнім середовищем на основі чіткої екологічної політики, забезпечує консультативну допомогу банкам ProCredit у здійсненні перегляду групи екологічної стратегії оцінки ризику.

## Досягнення за 2011 рік
За останні 12 місяців, завдяки IPC, реалізовано багато успішних проектів, за умови, що консультації та аналізи проводилися в наступних країнах:

Країни з успішними проектами IPC Gmbh за останні 12 місяців